# Walter Evans (Politiker)

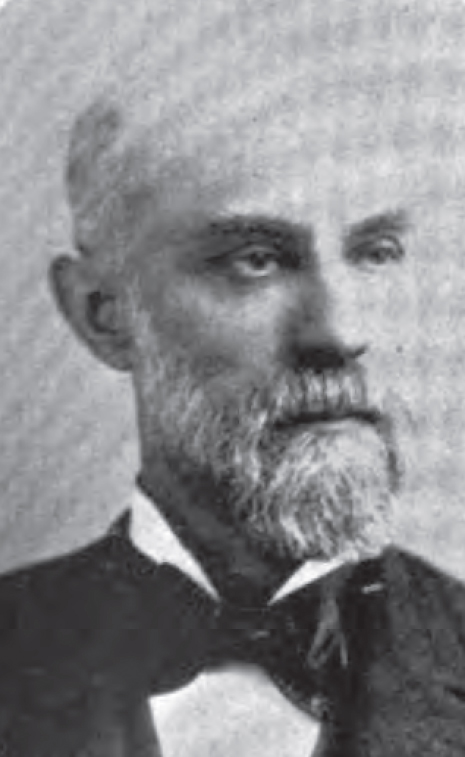
Walter Evans

Walter Evans (* 18. September 1842 in Glasgow, Barren County, Kentucky; † 30. Dezember 1923 in Louisville, Kentucky) war ein US-amerikanischer Jurist und Politiker. Zwischen 1895 und 1899 vertrat er den Bundesstaat Kentucky im US-Repräsentantenhaus; anschließend wurde er Bundesrichter.

## Werdegang
Walter Evans war ein Neffe von Burwell C. Ritter (1810–1880), der zwischen 1865 und 1867 ebenfalls den Staat Kentucky im Kongress vertrat. Er besuchte die öffentlichen Schulen in der Gegend um Harrodsburg. Nach einem Umzug nach Hopkinsville wurde er im dortigen Christian County als Deputy Clerk angestellt. Zwischen 1861 und 1863 war er während des Bürgerkrieges Hauptmann im Heer der Union. Danach wurde er bei der Verwaltung des Bezirksgerichts angestellt. Nach einem anschließenden Jurastudium und seiner 1864 erfolgten Zulassung als Rechtsanwalt begann er in Hopkinsville in diesem Beruf zu praktizieren.
Politisch war Evans Mitglied der Republikanischen Partei. In den Jahren 1868, 1872, 1880 und 1884 nahm er als Delegierter an den jeweiligen Republican National Conventions teil. 1871 saß er als Abgeordneter im Repräsentantenhaus von Kentucky; im Jahr 1873 gehörte er dem Staatssenat an. 1874 zog Evans nach Louisville, wo er weiter als Anwalt arbeitete. Im Jahr 1876 kandidierte er noch erfolglos für den Kongress. Auch eine Bewerbung um das Amt des Gouverneurs von Kentucky im Jahr 1879 blieb erfolglos. Zwischen 1883 und 1885 fungierte Evans als Commissioner of Internal Revenue. Danach setzte er seine Anwaltstätigkeit in Louisville fort.
Bei den Kongresswahlen des Jahres 1894 wurde Evans im fünften Wahlbezirk von Kentucky in das US-Repräsentantenhaus in Washington, D.C. gewählt, wo er am 4. März 1895 die Nachfolge von Asher G. Caruth antrat. Nach einer Wiederwahl im Jahr 1896 konnte er bis zum 3. März 1899 zwei Legislaturperioden im Kongress absolvieren. In diese Zeit fiel der Spanisch-Amerikanische Krieg. Im Jahr 1899 wurde Evans von Präsident William McKinley zum Richter am Bundesbezirksgericht für Kentucky ernannt. Dieses Amt übte er bis zu seinem Tod im Jahr 1923 aus.